# Djakaridja Koné
Dajkaridja Koné (Abidjan, 22 luglio 1986) è un ex calciatore ivoriano naturalizzato burkinabé, di ruolo centrocampista.

## Palmarès

### Club

#### Competizioni nazionali
- Coppa di Romania: 1

Dinamo Bucarest: 2011-2012